# 아바나
아바나(스페인어: La Habana 라 아바나[*]) 또는 하바나(영어: Havana)는 쿠바의 수도이다. 서쪽에 치우쳐 있다. 공식 이름은 산 크리스토발 데 라 아바나(San Cristóbal de La Habana)이다. 인구는 210만명이다.
주로 돈이 많은 사람들과 상류계급이 살았던 화려한 주택들은 박물관과 학교로 종종 이용되곤 하였으며, "'체 게바라' 사적관"(쿠바의 혁명가)은 개인 기념관이자 공산정권의 정치적 목적으로 사용되곤 하였다.
또한 아바나는 해안에 자리잡고 있어서 휴양지로 유명하다.

## 역사
아바나의 시작은 정복자 디에고 벨라 스케스가 1514년 쿠바섬의 남쪽(바타바노만 쪽)에 현재 스루히에도로 데 바타바노 근처에 거주지를 세운 시점까지 거슬러 올라간다. 현재 위치(멕시코만 쪽)로 도시가 옮겨진 것은 1519년이다. 1553년 이전의 《산티아고 데 쿠바》 대신 쿠바 총독령의 수도가 되었다. 1519년부터 항구를 중심으로 도시를 쌓아 갔다. 아바나는 스페인의 신대륙의 식민지 경영의 중심지로 그리고에 무역의 중요한 중계지로 발전했다. 그래서 쿠바는 프랑스, 영국, 네덜란드의 해적의 공격을 받는 일이 잦았다. 1537년에는 프랑스 해적에 의해 습격이 이루어져 불탔고, 1553년 및 1555년도 약탈을 당하는 등 많은 피해를 입었다. 따라서, 아바나는 《후에루사 요새》, 《푼타 요새》, 《모로 요새》 등 많은 요새가 만들어졌고, 군사 도시로서의 면모가 정비되었다. 1713년 《위트레흐트 조약》에 의해 영국과 아메리카 무역의 참여가 제한이면서도 승인되면서 이후 해적을 대신해 밀무역이 성행했다.
18세기는 쿠바 경제의 확대로 인해 1728년 아바나 대학이 설립되었고 1738년 우편 제도가 확립되었다. 이 시기에 조선소가 건설되는 등 산업의 급격히 발달하였고, 1740년에는 성벽을 완성했지만, 7년 전쟁 중이던 1762년 아바나는 영국군에 의해 포위되었다. 스페인군이 항복하고 영국의 지배 하에 자유무역항이 되면서 수 많은 아프리카 노예가 영국 상인에 의해 아프리카에서 아바나로 끌려왔다. 1763년 스페인과 영국 사이의 협정에 의해, 영국은 쿠바와 마닐라(필리핀)를 반환하고 플로리다를 받았다. 위기를 느낀 스페인은 이에 아바나를 더욱 요새화시켜, 미국 전역에서 가장 견고한 요새 도시로 만들었다. 한편, 1년간 영국군이 점령하던 동안 자유 무역을 실현했다. 아바나는 경제적으로 번영하였고, 아바나 쿠리오죠 지배층은 자유 무역의 실현을 바라되었다.
19세기에 프랑스령 세인트 도밍고의 흑인 반란에 의해, 흑인 국가 아이티가 독립하면서(아이티 혁명), 아이티에서 망명한 프랑스 사람 농장에서 사탕수수 재배의 기술이 도입되었다. 18세기 후반에 노예 무역이 자유화되어 노동력의 확보가 쉬웠던 것도 한 이유가 되어 이후 쿠바의 설탕 산업이 확대가 되어, 아바나는 쿠바의 근대적 설탕 제조업의 중심지가 되었다. 1810년경부터 시몬 볼리바르이나 호세 데 산 마르틴 등에 의해서 라틴 아메리카의 독립 운동이 진행되면서, 1818년 스페인 당국은 쿠바의 크리오죠의 불만을 해소하기 위해 하바나를 완전한 자유 무역항으로 했다.
19세기 스페인 식민지에서 독립했던 쿠바는 농업 경제를 활성화 시키기 위해 많은 이민자와 흑인 노예가 유입되어, 다민족 사회가 형성되었다. 1837년 아바나에는 라틴 아메리카 최초의 철도가 도입되었다. 아바나의 인구는 1830년대 10만명, 1860년에는 20만 명을 넘어 아바나는 라틴 아메리카에서 가장 번영을 구가하는 도시가 되었다.
1898년 아바나 항구에서 미국 해군의 전함 《메인(USS Maine, ACR-1)》이 침범하여 미국-스페인 전쟁의 발단이 되었다. 아바나는 1902년 《쿠바 공화국》의 독립을 선포하고 이곳은 쿠바의 수도가 되었다. 독립 이전부터 쿠바에 대한 투자는 대부분 미국 자본이었다. 그러나 독립 이후 이러한 움직임은 더욱 가속화되었다. 1920년대에 미국에서 금주법이 시행되면서 미국인들은 향락을 찾아 아바나를 방문하게 되었다. 그 결과 아바나는 미국 부자들의 별장이 많이 늘어서게 되었으며, 많은 관광객 통해 고급 클럽이나 카지노가 붐비는 리조트 환락 도시로 크게 발전했다. 그러나 이러한 위락 시설의 대부분은 1959년의 《쿠바 혁명》에 따라 폐쇄되었다.
1959년 쿠바 혁명으로 인한 바티스타 정권의 붕괴와 공산당 혁명 정권 수립 이후에 쿠바의 수도 아바나의 위치는 여전히 변하지 않았다. 오히려 혁명 정부는 하바나 쿠바 사회주의 건설의 중심지인 생산 도시로 바꾸기 위해 "대아바나 도시권"으로 주거 지역, 새로운 산업 지역, 자연 공원 등 도시 정비를 도모하는 도시 계획을 실시했다. 그 결과 1960년대에 시내의 상점과 호텔이 국영화된 저택은 죄다 학교와 공공 건물로 유용되었다. 또한 바티스타 정권 하에서 컬럼비아 병영이었던 시설은 교육 센터로, 《옛 대통령궁》은 《혁명박물관》으로 개조되었다.

## 인구
| 연도 | 인구      | ±%      |
| ---- | --------- | ------- |
| 1750 | 70,000    | —       |
| 1931 | 728,500   | +940.7% |
| 1943 | 868,426   | +19.2%  |
| 1953 | 1,139,579 | +31.2%  |
| 1970 | 1,786,522 | +56.8%  |
| 1981 | 1,929,432 | +8.0%   |
| 2002 | 2,171,671 | +12.6%  |
| 2012 | 2,106,146 | −3.0%   |
| 2018 | 2,131,480 | +1.2%   |

## 기후
아바나의 평균 기온은 섭씨 25도로서 아열대 기후에 속한다. 연간 강수량은 1224mm로 5월부터 11월은 습도가 높다. 쿠바는 태풍 통로이어서, 아바나도 피해를 받는 경우가 많다. 최근에는 2005년 7월에 태풍이 강타하여 피해를 입었다.
| Havana (1961–1990, extremes 1859–present)의 기후                | Havana (1961–1990, extremes 1859–present)의 기후 | Havana (1961–1990, extremes 1859–present)의 기후 | Havana (1961–1990, extremes 1859–present)의 기후 | Havana (1961–1990, extremes 1859–present)의 기후 | Havana (1961–1990, extremes 1859–present)의 기후 | Havana (1961–1990, extremes 1859–present)의 기후 | Havana (1961–1990, extremes 1859–present)의 기후 | Havana (1961–1990, extremes 1859–present)의 기후 | Havana (1961–1990, extremes 1859–present)의 기후 | Havana (1961–1990, extremes 1859–present)의 기후 | Havana (1961–1990, extremes 1859–present)의 기후 | Havana (1961–1990, extremes 1859–present)의 기후 | Havana (1961–1990, extremes 1859–present)의 기후 |
| 월                                                              | 1월                                              | 2월                                              | 3월                                              | 4월                                              | 5월                                              | 6월                                              | 7월                                              | 8월                                              | 9월                                              | 10월                                             | 11월                                             | 12월                                             | 연간                                             |
| --------------------------------------------------------------- | ------------------------------------------------ | ------------------------------------------------ | ------------------------------------------------ | ------------------------------------------------ | ------------------------------------------------ | ------------------------------------------------ | ------------------------------------------------ | ------------------------------------------------ | ------------------------------------------------ | ------------------------------------------------ | ------------------------------------------------ | ------------------------------------------------ | ------------------------------------------------ |
| 역대 최고 기온 °C (°F)                                          | 32.4 (90.3)                                      | 33.0 (91.4)                                      | 35.3 (95.5)                                      | 37.0 (98.6)                                      | 36.2 (97.2)                                      | 35.4 (95.7)                                      | 36.6 (97.9)                                      | 37.7 (99.9)                                      | 38.2 (100.8)                                     | 39.6 (103.3)                                     | 34.0 (93.2)                                      | 33.2 (91.8)                                      | 39.6 (103.3)                                     |
| 일평균 최고 기온 °C (°F)                                        | 25.8 (78.4)                                      | 26.1 (79.0)                                      | 27.6 (81.7)                                      | 28.6 (83.5)                                      | 29.8 (85.6)                                      | 30.5 (86.9)                                      | 31.3 (88.3)                                      | 31.6 (88.9)                                      | 31.0 (87.8)                                      | 29.2 (84.6)                                      | 27.7 (81.9)                                      | 26.5 (79.7)                                      | 28.8 (83.8)                                      |
| 일일 평균 기온 °C (°F)                                          | 22.2 (72.0)                                      | 22.4 (72.3)                                      | 23.7 (74.7)                                      | 24.8 (76.6)                                      | 26.1 (79.0)                                      | 27.0 (80.6)                                      | 27.6 (81.7)                                      | 27.9 (82.2)                                      | 27.4 (81.3)                                      | 26.1 (79.0)                                      | 24.5 (76.1)                                      | 23.0 (73.4)                                      | 25.2 (77.4)                                      |
| 일평균 최저 기온 °C (°F)                                        | 18.6 (65.5)                                      | 18.6 (65.5)                                      | 19.7 (67.5)                                      | 20.9 (69.6)                                      | 22.4 (72.3)                                      | 23.4 (74.1)                                      | 23.8 (74.8)                                      | 24.1 (75.4)                                      | 23.8 (74.8)                                      | 23.0 (73.4)                                      | 21.3 (70.3)                                      | 19.5 (67.1)                                      | 21.6 (70.9)                                      |
| 역대 최저 기온 °C (°F)                                          | 6.0 (42.8)                                       | 11.9 (53.4)                                      | 10.0 (50.0)                                      | 15.1 (59.2)                                      | 15.4 (59.7)                                      | 20.0 (68.0)                                      | 19.0 (66.2)                                      | 20.0 (68.0)                                      | 20.0 (68.0)                                      | 18.0 (64.4)                                      | 14.0 (57.2)                                      | 10.0 (50.0)                                      | 6.0 (42.8)                                       |
| 평균 강우량 mm (인치)                                           | 64.4 (2.54)                                      | 68.6 (2.70)                                      | 46.2 (1.82)                                      | 53.7 (2.11)                                      | 98.0 (3.86)                                      | 182.3 (7.18)                                     | 105.6 (4.16)                                     | 99.6 (3.92)                                      | 144.4 (5.69)                                     | 180.5 (7.11)                                     | 88.3 (3.48)                                      | 57.6 (2.27)                                      | 1,189.2 (46.84)                                  |
| 평균 강우일수 (≥ 1.0 mm)                                        | 5                                                | 5                                                | 3                                                | 3                                                | 6                                                | 10                                               | 7                                                | 9                                                | 10                                               | 11                                               | 6                                                | 5                                                | 80                                               |
| 평균 상대 습도 (%)                                              | 75                                               | 74                                               | 73                                               | 72                                               | 75                                               | 77                                               | 78                                               | 78                                               | 79                                               | 80                                               | 77                                               | 75                                               | 76                                               |
| 평균 월간 일조시간                                              | 217.0                                            | 203.4                                            | 272.8                                            | 273.0                                            | 260.4                                            | 237.0                                            | 272.8                                            | 260.4                                            | 225.0                                            | 195.3                                            | 219.0                                            | 195.3                                            | 2,831.4                                          |
| 평균 일일 일조시간                                              | 7.0                                              | 7.2                                              | 8.8                                              | 9.1                                              | 8.4                                              | 7.9                                              | 8.8                                              | 8.4                                              | 7.5                                              | 6.3                                              | 7.3                                              | 6.3                                              | 7.8                                              |
| 출처 1: World Meteorological Organisation, Climate-Charts.com   |                                                  |                                                  |                                                  |                                                  |                                                  |                                                  |                                                  |                                                  |                                                  |                                                  |                                                  |                                                  |                                                  |
| 출처 2: Meteo Climat (record highs and lows), 독일 기상청 (sun) |                                                  |                                                  |                                                  |                                                  |                                                  |                                                  |                                                  |                                                  |                                                  |                                                  |                                                  |                                                  |                                                  |

## 문화
아바나 구 시가지는 전성기의 스페인 콜로니얼 양식이 완전하게 보존되고 있으며, 1982년에 구시가지가 세계 유산으로 등록되었다. 스코틀랜드 글래스고와 자매 도시 관계를 맺고 있다. 어니스트 헤밍웨이는 만년을 여기에서 보내고, 명작 《노인과 바다》를 여기에서 집필하고 완성하였다.
《아바나 항》은 쿠바 최대의 무역 항구로 쿠바가 수입한 제품의 약 90 %가 이 항구를 통해 국내로 반입된다. 또한 주로 아바나 주변에서 재배되는 담배와 사탕수수가 이 항구에서 수출되고 있다. 최근에는 관광 진흥 사업에도 힘을 기울이고 있으며 주로 러시아, 유럽, 캐나다 등의 관광객이 모여든다. 17세기 ~ 18세기에 걸쳐 지어진 하바나만의 서쪽 반도부를 차지하는 구시가지는 하얀 건물이 많은 스페인풍의 아름다운 거리 풍경으로 지금도 스페인 식민지 시대 때부터 이어져 온 역사적인 유물들이 남아 있다.
구 시가지의 서쪽에 있는 광대한 신도시 지구는 제1차 세계대전 후 미국과 쿠바의 자본가와 바티스타 정권 정부 요원의 고급 주택지로 개발된 지역으로, 넓은 도로와 현대적인 고층 빌딩이 나란히 서 있다. 구 시가지와 신 시가지 사이에는 《혁명 광장》이 있다. 또한 소규모 차이나 타운이 존재하고 있으며, 중국계 쿠바인이 살고 있고, 중국 식당이 몇 개 있다.

## 교통
호세 마르티 국제공항(José Martí International Airport) - 아바나 시내에서 남쪽 약 14 km 지점에 있다. 플래그 캐리어의 쿠바나 항공 등에 따라 러시아, 프랑스, 스페인, 캐나다, 멕시코 및 인근 카리브해 사이에 정기 항공편이 운항하고 있다.
아바나 항구는 국내 수입의 90%를 담당하는 항구이다. 수출입 항구이다.

## 관광
아바나를 둘러싸고 있는 긴 방파제를 말레꼰이라 하는데 도시 풍경과 방파제가 어우러진 유명한 아바나의 풍경사진들 덕분에 쿠바를 여행하는 사람에게 말레꼰은 아바나의 대표 아이콘으로 여겨지고 있다. 올드 아바나에서는 여기저기에서 쿠바풍 재즈와 강렬한 비트 등 흥겨운 음악을 즐길 수 있다.
- 《아바나 대학》
- 《아바나 시립 박물관》 - 스페인 식민지 시대에 스페인 총독 관저였던 건물
- 《혁명 박물관》 - 1920년~1960년에 대통령 관저였던 건물
- 《가르시아 로르카 극장》
- 《대성당》
- 《모로 요새》 - 한때 국영 경비대 막사였던 시설이다.
- 《후에르사 요새》 - 아메리카에서 두 번째로 오래된 유럽인의 건물
- 《혁명 광장》 - 호세 마르티의 동상이 세워져있어 호세 마르티 기념관으로 알려져 있다.
- 《아바나 국립 미술관》 - 박물관

## 갤러리

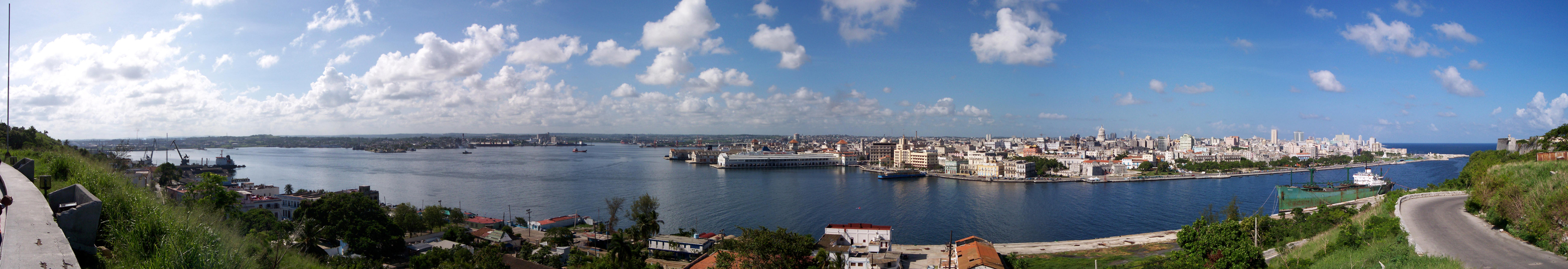
아바나의 파노라마 사진 (2004년)
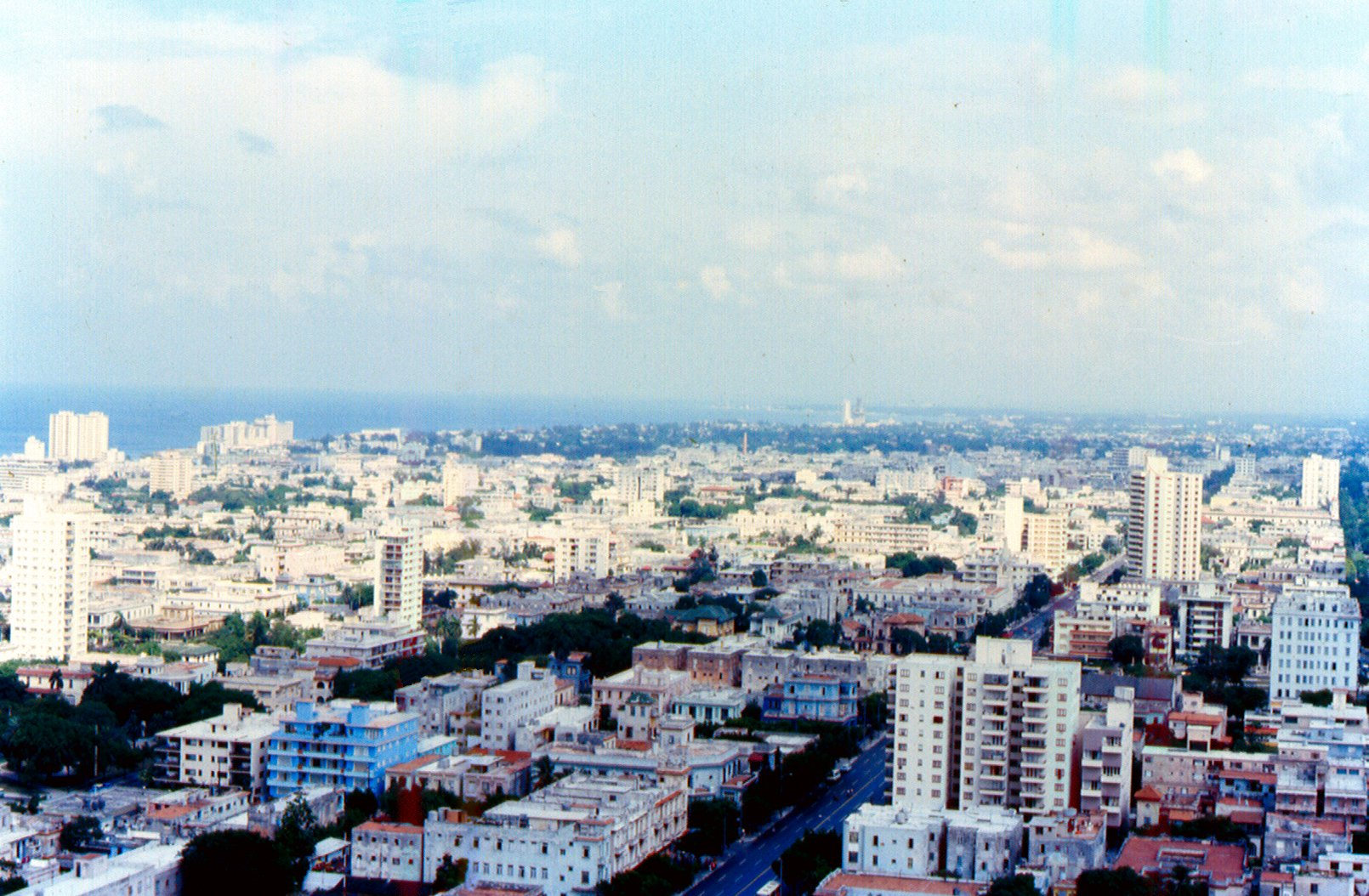
아바나 시가
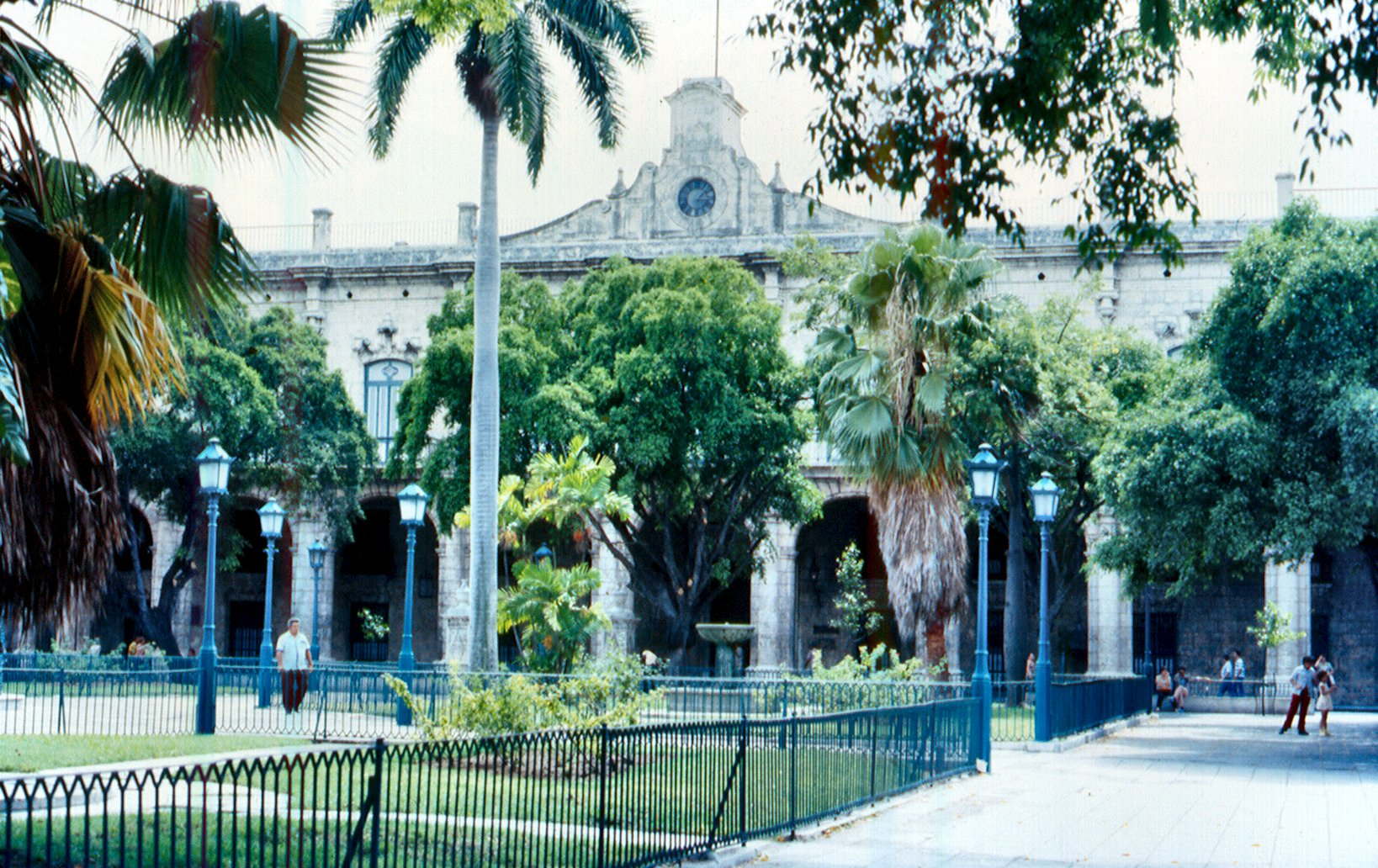
구정부청사(1984년)
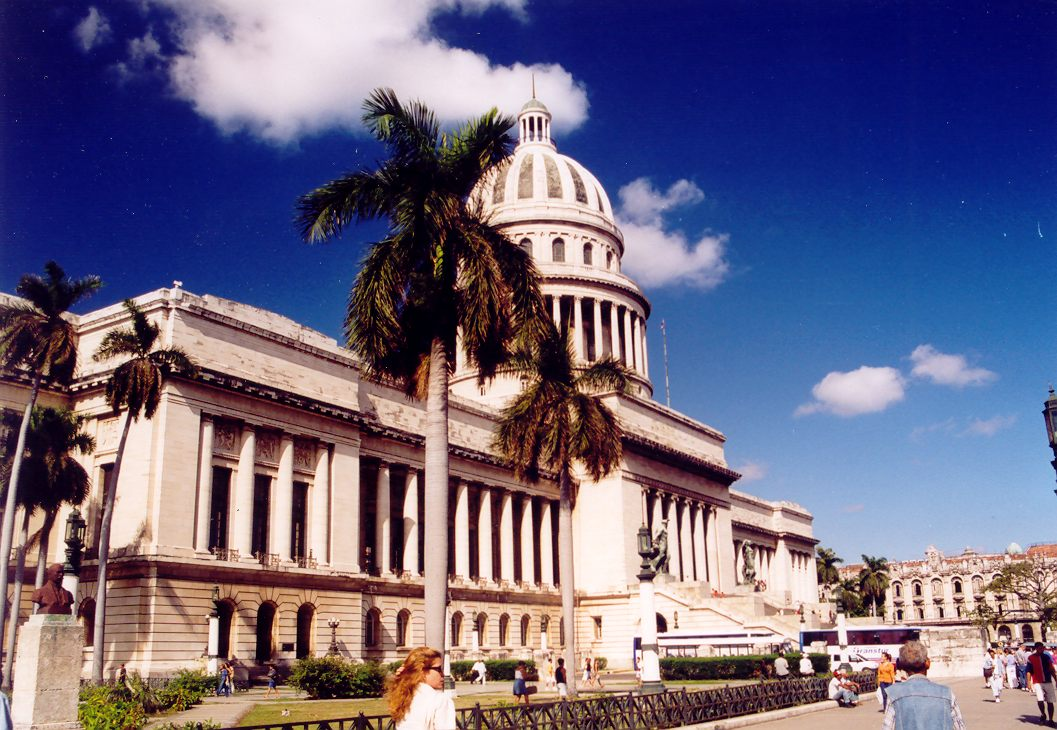
구의사당
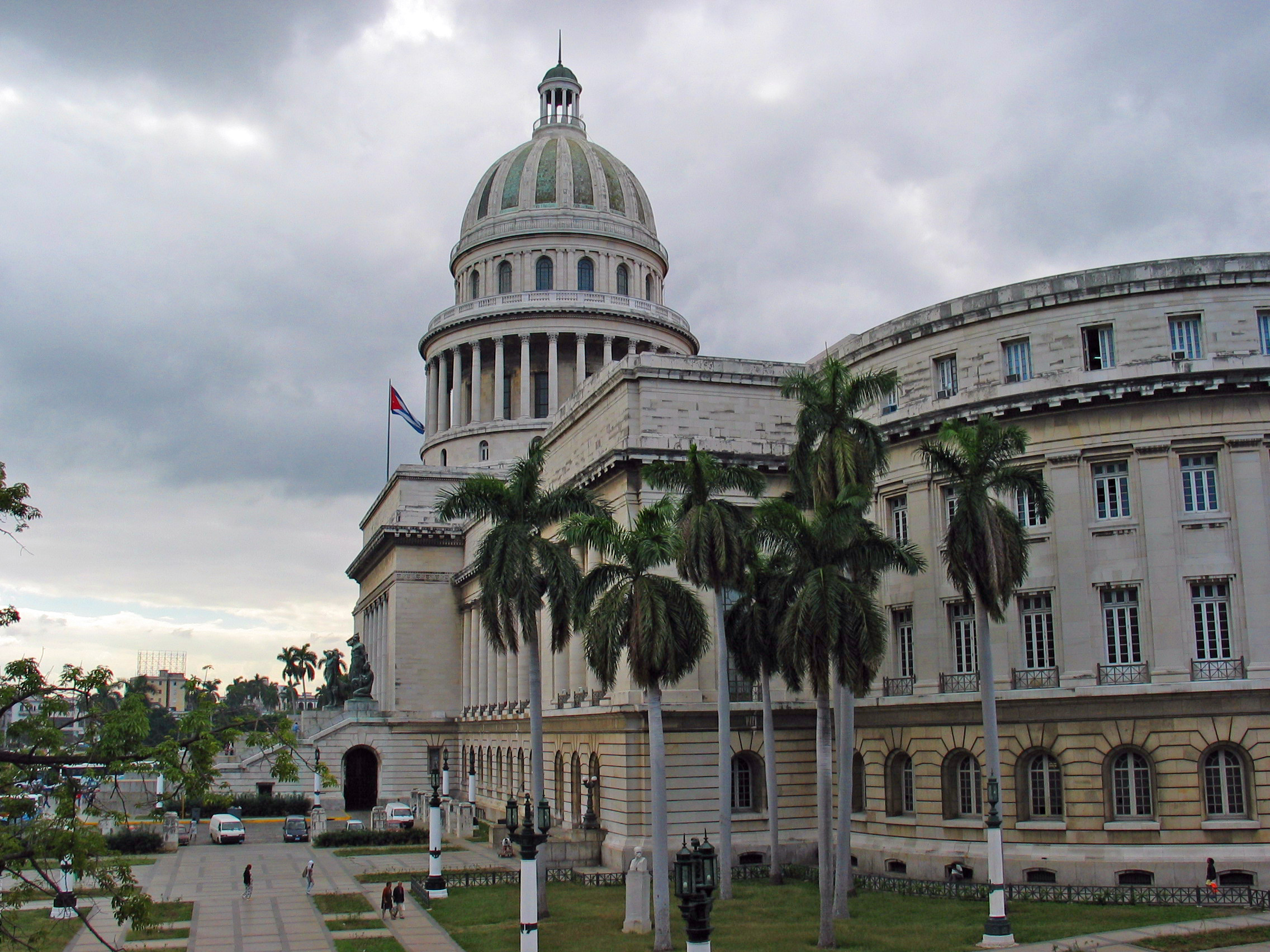
구의사당
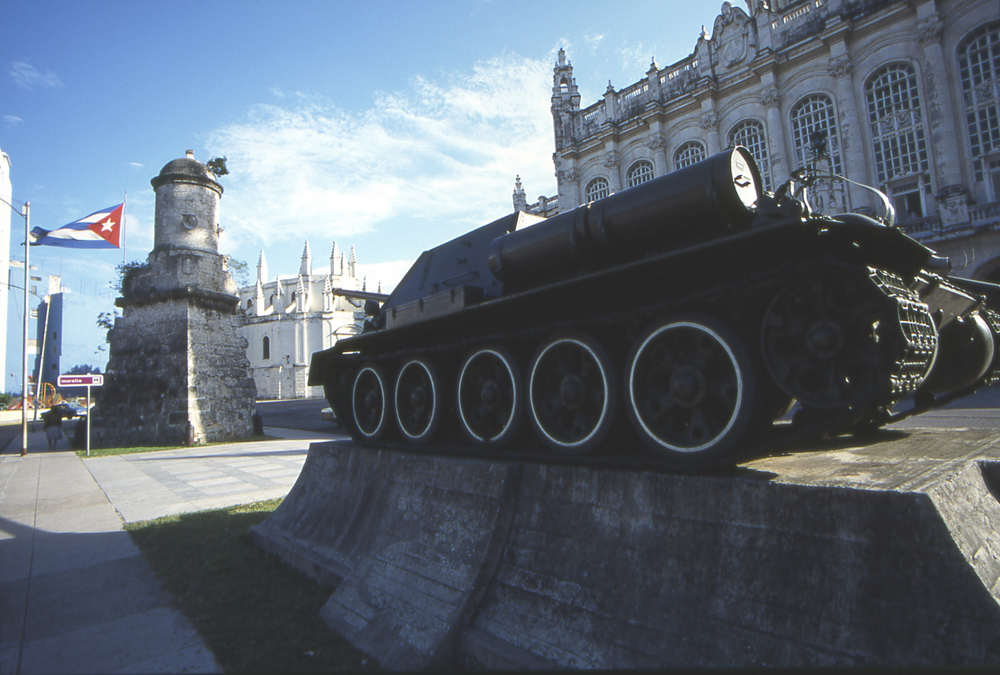
중심가
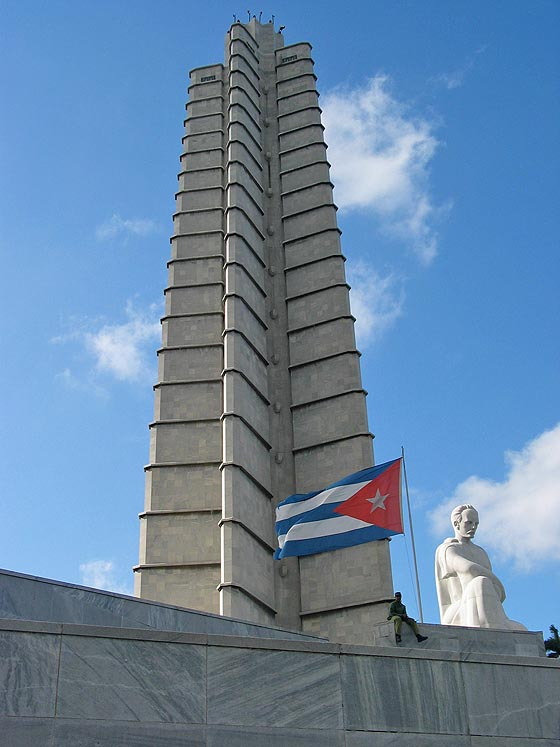
혁명 광장의 호세 마르티 기념관
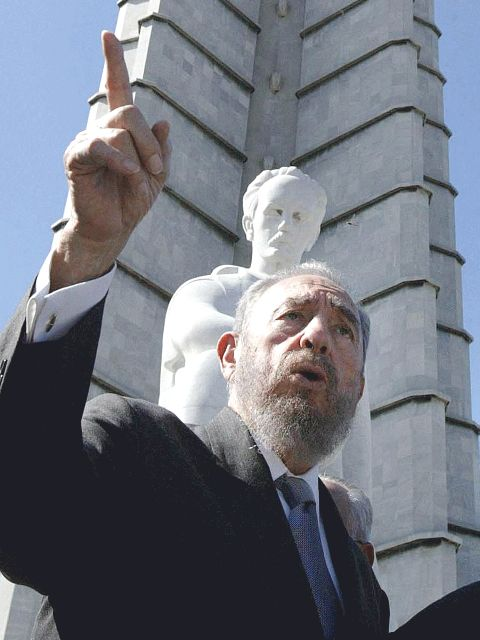
호세 마르티 기념비 앞에 서있는 피델 카스트로
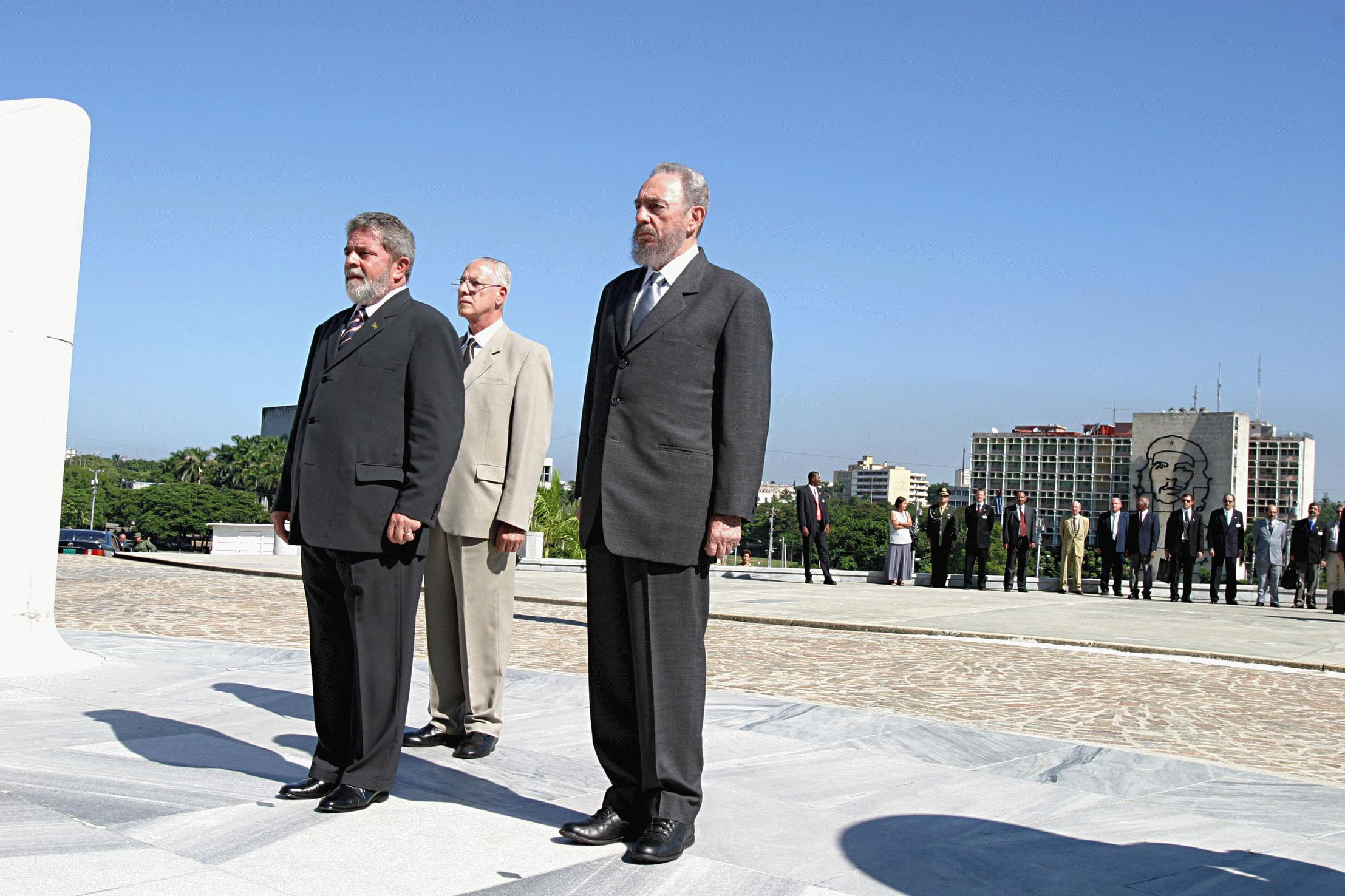
호세 마르티 기념비에 칭찬을 드리는 피델 카스트로
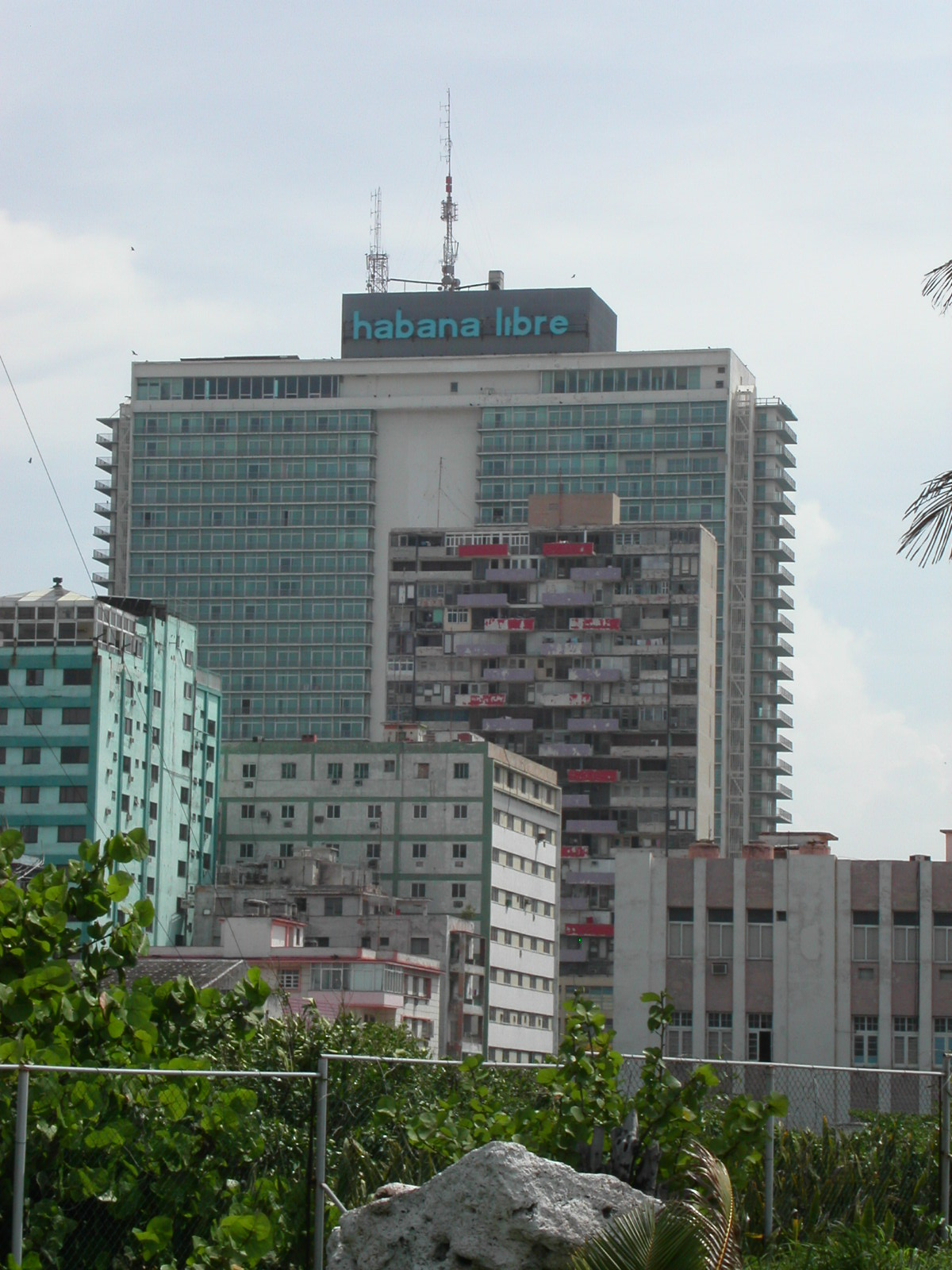
오텔 아바나 리브레 (2004년)
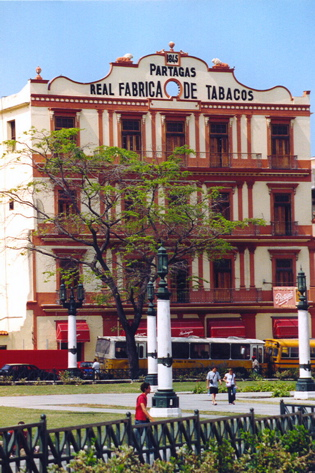
담배 공장 건물
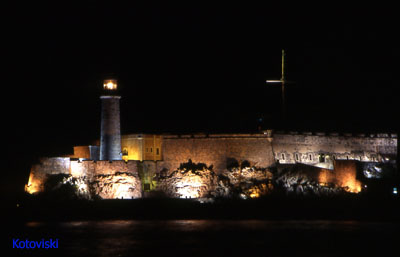
모로 요새 ( 스페인군 이 세운 요새)의 야경
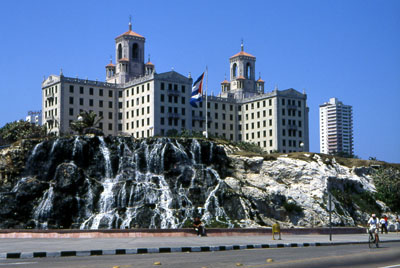
오텔 나시오날 데 쿠바 건물
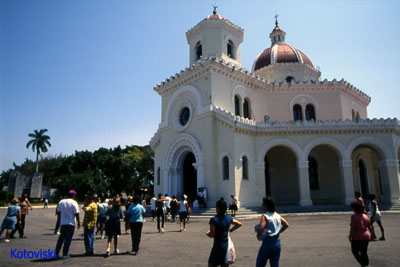
콜럼버스 묘지교회 (Necropolis de Colon)
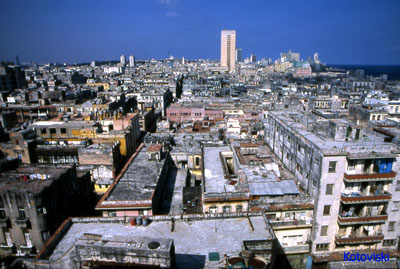
베다도 지구의 거리풍경
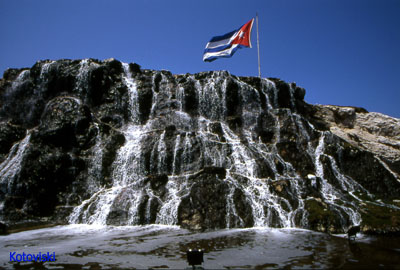
오텔 나시오날 데 쿠바에서 장면
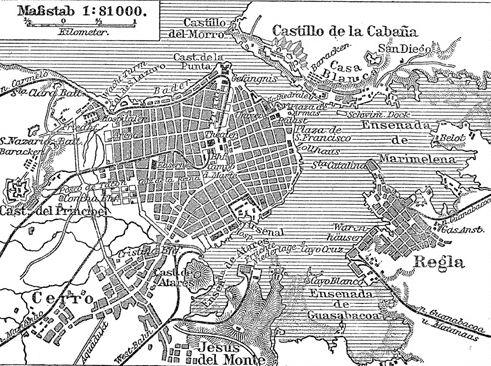
1888년 시내지도

## 자매 도시
- 미국 모빌 (앨라배마주)
- 브라질 상파울루
- 대한민국 서울특별시 강동구
- 영국 글래스고
- 스페인 마드리드
- 이란 테헤란
- 중국 베이징
- 타지키스탄 두샨베
- 대한민국 광양시

## 같이 보기
- 라아바나비에하

## 참고 자료
- 오영욱 (2007년 1월 25일). “[오기사의여행스케치] 쿠바 아바나의 밤”. 중앙일보사. 2009년 6월 20일에 확인함.[깨진 링크(과거 내용 찾기)] : 아바나 여행기